# Ladis
Ladis est une commune autrichienne du district de Landeck dans le Tyrol.